# Тернавський Михайло Якович
Михайло Тернавський (*11 серпня 1934, Полтава — †9 серпня 1998, Сімферополь) — український поет і перекладач. Писав мовами: українською, російською, польською, литовською і есперанто. Його твори друкували на сторінках журналів, газет Великої Британії, Австрії, Бельгії, Болгарії, Бразилії, Естонії, Італії, Колумбії, Нідерландів, Польщі, Угорщини, Франції. Закордонна критика одностайно відносить Михайла Тернавського до ряду обдарованих майстрів-есперантистів.

## Біографія
Михайло Якович Тернавський народився 11 серпня 1934 року в місті Полтаві. У автобіографії він розповідає про своїх батьків, їхню долю: «Моя мати — Шпигун Пріська — із селянського роду. Її батько — Яків Герасимович повірив комуністичним ідеям, був засновником і першим головою колгоспу ім. Леніна на Полтавщині, служив новій владі самовіддано, за що був убитий односельцями в 1932 році».
«Мій батько — Тернавський Якій Михайлович — був сином поміщика із Запорізької області, був винуватий перед новою владою із дня народження. Я також ніс той хрест усе своє життя, бо в епоху комуністичного режиму мені багато чого не дозволялось саме з цього приводу».
Під час війни батько був на фронті. А мати з двома дітьми опинилися в Казахстані (Акмолінська область, село Раївка), де жили засланці.
В 1944 році Михайлик з матір'ю повернулися на Полтавщину, в село Циганське. Закінчив перший клас сільської школи. А тим часом повернувся з війни батько, покалічений — без ока, одна рука не діяла — але живий. Хлопець продовжив навчання в Полтаві. Дуже любив читати, а з п'ятого класу сам почав писати віршики.
У 1968 році закінчив Харківський інститут культури. Працював директором полтавського клубу письменників. Творча біографія почалася з критичних виступів. Згодом проявив себе і як поет. Плідними наслідками увінчалася його перекладницька діяльність. 
Переїхавши до Криму, керував літоб'єднанням при сімферопольській обласній газеті «Крымский комсомолец».
1978 року став членом Спілки письменників України.
Михайло Тернавський — поет самобутнього стилю. У його віршах немає безпредметної претензійності, штучності й надуманості. Велика сила вірша Тернавського закладена в глибинності підтексту, який випливає з тонких натяків, інакомовності, неочікуваності зближень явищ, понять, несподіваності поетичної думки.

## Творчий доробок
Михайло Тернавський — автор збірок «Відтінки» (1967), «Сонячний годинник» (1976), «За видноколом» (1986). 1987 року вийшла збірка віршів мовою есперанто «Колоро». Перекладає твори українських поетів на мову есперанто.
Поет перекладав також твори болгарських, російських, польських, білоруських поетів на українську мову.